# Пересопница
Пересопница (укр. Пересопниця) — село в Дядьковичской сельской общине Ровненского района Ровненской области Украины, на правом берегу реки Стублы, в ~28 км от г. Ровно. В X—XVI веках — город. В Пересопнице сохранились остатки городища.
Пересопница происходит от древнерусского слова «пересопъ» («приспъ», «осыпь»), что в IX—X веках на древнерусском языке означало земляную ограду — насыпь.

## История

### Возникновение Пересопницы
Из результата археологических раскопок следует, что Пересопница возникла в VII—VIII веках и первоначально состояла из детинца, находившегося на острове в пойме р. Стублы, и двух посадов в урочищах Пастивнык и Замостя, расположенных на близлежащих холмах.
Впервые в древнерусских летописях Пересопница упоминается под 1149 годом в Ипатьевской и Лаврентьевской (Нестора) летописях, а под 1156 годом — в Никоновской летописи.

### Становление Пересопницы
Так как Пересопница была расположена на важном торговом пути между Киевским княжеством и Королевством Польшей, в Погорынье, восточной пограничной области Владимиро-Волынского княжества, то она постоянно расширялась и укреплялась. В период её расцвета в XII—XIII веках в состав Пересопницы входил детинец и шесть укреплённых посадов, расположенных на окружающих детинец холмах и обнесённых земляным валом высотой до 6 метров. Пересопница в этот период времени занимала оба берега реки Стублы на протяжении около пяти километров. В посадах жили ремесленники, были боярские поместья, княжеский двор в посаде «Жуков», пять церквей, монастырь Покрова Пресвятой Богородицы в посаде «Пастивнык», который по легенде основал князь Мстислав Немой.

### Пересопница в XII—XIII веках
В XII—XIII веках Пересопница была резиденцией удельных князей и довольно известным городом. Она, как и другие города и княжества древней Руси, много раз переходила от одного князя к другому, хотя эти постоянно враждовавшие между собой князья были между собой близкими или дальними родственниками.
По-видимому, с 1147 г. и по 1149 г., когда Пересопница первый раз упоминается в древнерусских летописях, ей владел Вячеслав Владимирович, князь Туровский, сын Великого князя киевского Владимира Всеволодовича Мономаха. Возможно, до него Пересопницей владел князь Владимир Андреевич, внук Владимира Мономаха, так как этому князю завещал все земли по р. Горыни его отец, князь Владимиро-Волынский Андрей Владимирович Добрый, умерший в 1142 г.
В 1149 г. в Пересопнице собрались многие русские князья северной и южной Руси для попытки мирно урегулировать очередной возникший между ними конфликт. В этот раз мирное соглашение было достигнуто. По нему князем Пересопницким стал Глеб Юрьевич, сын Юрия Долгорукого. Однако мир продолжался недолго, и в том же году Изяслав Мстиславич, другой внук Владимира Мономаха, изгнал князя Глеба Юрьевича из Пересопницы, а князь Владимир Володаревич Галицкий, праправнук Ярослава Мудрого, тоже в этом же году отдал Пересопницу князю Мстиславу Юрьевичу, сыну Юрия Долгорукого.
В этом же 1149 году Юрий Долгорукий, в очередной раз овладев Киевом, отдал Пересопницу вместе с городами Туровом и Пинском своему сыну князю Андрею Юрьевичу Боголюбскому, причём центром своих земель князь Андрей сделал Пересопницу. Князь Андрей Боголюбский, внук Владимира Мономаха, должен был оберегать границу Киевского княжества со стороны Волыни. Однако в этом же году Изяслав Мстиславич захватил Пересопницу и присоединил её к Киевскому княжеству.
В 1150÷1152 гг. Пересопницей владел князь Владимир Андреевич (который, возможно, владел Пересопницей до 1147 г.). После смерти в 1154 г. Изяслава Мстиславича Юрий Долгорукий в 1155 г. снова захватил Киев, а Пересопницу занял князь Мстислав Изяславич (князь киевский), сын Изяслава Мстиславича, правнук Владимира Мономаха. В этом же году Юрий Долгорукий изгнал Мстислава Изяславича из Пересопницы, после чего отдал её князю Ярославу Владимировичу Галицкому, сыну ранее упоминавшегося князя Владимира Володаревича Галицкого.
В 1157 г. Юрий Долгорукий снова отдал Пересопницу князю Владимиру Андреевичу. В 1156 и в 1162 гг. Владимира Андреевича пытался выбить из Пересопницы князь Мстислав Изяславич, который уже владел ею в 1155 г. Князь Владимир Андреевич умер в 1169 г., а в 1171 г. князь Мстислав Изяславич захватил и разорил Пересопницу и отдал её в удел Владимиру Мстиславичу, князю Дорогобужскому, брату Изяслава Мстиславича и двоюродному брату князя Дорогобужского Владимира Андреевича.
В 1171 г. князь Владимир Мстиславич умер. После его смерти Пересопница перешла к его племяннику Ярославу Изяславичу, князю Луцкому. После смерти в 1175 г. князя Ярослава Изяславича Луцкое княжество перешло к его сыну князю Всеволоду Ярославичу и было разделено на две волости — Дорогобужскую и Пересопницкую. В этом же году Пересопница перешла во владение князя Мстислава Ярославича, который был сыном князя Ярослава Изяславича и праправнуком Владимира Мономаха. В 1207 г. князь Мстислав Немой пытался оказать помощь жителям Галича, захваченного венграми, но дружина его была слишком слаба, чтобы бороться с венграми, и он был вынужден отступить обратно в Пересопницу. В 1208 г. князь Мстислав Немой вместе с дружиной ходил к Звенигороду, который находился около г. Львова, чтобы помочь своему дальнему родственнику Даниилу Романовичу, князю Галицко-Волынскому, потомку Ярослава Мудрого. В 1209 г. в Пересопницу из Галича, захваченного венграми, бежали некоторые галицкие бояре. В 1223 г. к древнерусским княжествам с востока подошли татаро-монгольские войска, ведомые Чингисханом. Многие русские князья выступили против них, среди них был и князь Мстислав Пересопницкий. На берегу р. Калки произошла битва. По словам летописи, князь Мстислав Пересопницкий, человек силы необыкновенной, бился рядом с Даниилом Романовичем, князем Галицко-Волынским. Однако войска русских князей были разбиты и обратились в бегство. Но татаро-монгольские войска дальше р. Днепра на запад не пошли и вернулись обратно к себе на восток. В 1225 г. князь Мстислав Пересопницкий умер. Перед своей смертью он попросил Даниила Романовича, князя Галицко-Волынского, осуществлять попечительство над своим малолетним сыном Иваном. Однако князь Иван Мстиславич умер в 1226 г., и княжество Пересопница вместе с городами Луцком и Чарторыйском вошла в состав Галицко-Волынского княжества. После этого в 1227 г. Пересопница была передана Даниилом Романовичем, князем Галицко-Волынским, своему старшему брату Васильку.
В 1240 г. к древнерусским княжествам вновь подошли татаро-монголы, ведомые Батыем. Пересопница, как и
многие другие древнерусские города, была разграблена и сожжена. После нашествия хана Батыя и ослабления русских княжеств литовцы стали безнаказанно опустошать русские земли и в 1246 г. напали на Пересопницу, захватили и разорили её. Однако князья Даниил и Василько в дальнейшем их прогнали. После 1246 г. о Пересопнице нет упоминания в древнерусских летописях. Это, скорее всего, произошло потому, что вследствие многочисленных нападений и разорений Пересопница окончательно пришла в упадок и поэтому не привлекала больше к себе внимание летописцев. После смерти в 1264 г. князя Галицкого-Волынского Даниила Романовича, который в 1253 г. принял от Папы Римского королевский титул, в Галицко-Волынском княжестве правили его потомки.

#### Список князей пересопницких
- Вячеслав Владимирович (1147—1149)
- Мстислав Юрьевич (1150)
- Андрей Юрьевич (1150—1151)
- Владимир Андреевич (1152—1154)
- Мстислав Изяславич (1155—1156)
- Мстислав Ярославич Немой (1180—1220)

### Пересопница в составе Великого княжества Литовского
С 1324 г. Пересопницкое княжество, которое к этому времени входило в состав Луцкого княжества, принадлежит князю Великого княжества Литовского Любарту Гедиминовичу и как политическая единица исчезает. В 1349—1352 гг. Галицко-Волынское и Луцкое княжества неоднократно захватывал польский король Казимир III Великий, однако затем литовские князья отбивали у поляков Луцкое княжество. В 1387 г. внук Великого князя Литовского Гедимина князь Витовт получил от своего двоюродного брата польского короля Ягайло Луцкую землю. В этом же году Литва приняла католическое исповедание. Около 1430 г. Брацлавский староста князь Михаил Васильевич Чарторыйский получил от Свидригайло Клевань, находящуюся недалеко от Пересопницы.

### Пересопница в составе Польши
С 1569 г. Пересопница вместе со всей Волынью находилась в составе Польши. В 1490 г. появляются сведения о православном Пересопницком мужском монастыре, который до настоящего времени не сохранился. 12.09.1504 г. король Польши и великий князь литовский Александр отдал Пересопницкий монастырь со всеми его сёлами, землями и угодьями в пожизненное владение вдове князя Михаила Васильевича княгине Марии Чарторыйской. 05.03.1505 г. этот же король «… за ласки нашое, за его к нам верную службу…» выдал жалованную грамоту сыну княгини Марии Чарторыйской луцкому старосте князю Фёдору Михайловичу Чарторыйскому на Пересопницкий монастырь со всеми его сёлами, землями и угодьями во владение. В это время Пересопницкому монастырю принадлежали сёла Грабово, Макотерты, Давидовичи, Чемерин и Дядьковичи. В 1561 гг. в
Пересопницком монастыре был завершён первый перевод с греческого на украинский язык Евангелия, которое в дальнейшем стало называться Пересопницким. Пересопницким Евангелием пользовались гетманы Украины, на нём с 1991 г. приносят присягу при инаугурации Президенты Украины.
Внук князя Фёдора Михайловича Чарторыйского князь Юрий Иванович Чарторыйский вновь выпросил для себя у короля Польши Сигизмунда III Пересопницкий монастырь с принадлежащим ему имуществом под тем предлогом, что престарелая мать его желает провести в этом монастыре
свои последние дни. Получив монастырь, князь Юрий отдал его за 200 коп грошей в залог Загоровской, кастелянше Брацлавской. В дальнейшем сестра князя Юрия Ивановича княжна Елена Ивановна Горностаева выкупила Пересопницу с монастырём и 10.05.1596 г. подарила Пересопницкому монастырю местечко Пересопницу на вечные времена.
В начале XVII века Пересопницкий монастырь остался без должной финансовой поддержки. В связи с этим в 1630 г. князь Николай Чарторыйский попросил короля Польши Сигизмунда III вернуть ему Пересопницу вместе с монастырём и передать её организованной этим князем в Клевани иезуитской коллегии. Грамотой короля от 22.06.1630 г. монастырь со всеми его зданиями и землями был передан в вечное владение Клеванской иезуитской коллегии. Впоследствии здания монастыря были разобраны.
Как следует из польских люстраций, в середине XVII веке этот район Волыни из-за многочисленных войн стал малонаселённым. Так, например, в Клевани, расположенной рядом с Пересопницей, в 1648, 1655, 1657, и 1658 гг. дымов не было, а в 1653 г. было 50 дымов. В г. Ровно, также расположенном около Пересопницы, в 1648 и 1650 гг. было по 20 дымов, а в 1651, 1653, 1655 и 1658 гг. дымов не было. Отсюда следует вывод, что, по крайней мере, в середине XVII века Пересопница, как населённый пункт, скорее всего не существовала. В 1773 г. иезуитский орден был в Польше ликвидирован, и иезуиты были изгнаны из Клевани.

### Пересопница в составе России, а затем СССР
В 1793 г. Пересопница вместе со всей Правобережной Украиной вошла в состав Российской Империи. В 1848 г. Пересопницкие земли перешли во владение казны Российской империи. В 1887 г. Пересопница была селом Ровенского повета Волынской губернии.

### Пересопница в составе Украины
После распада СССР в декабре 1991 г. с. Пересопница стала находиться в составе Украины. Летом 2002 г. в с. Пересопница проживало около 90 человек, в 2005 г. в Пересопнице было 75 дворов и 121 житель.